# Bakaiku
Bakaiku település Spanyolországban, Navarra autonóm közösségben. Bakaiku Etxarri Aranatz, Iturmendi és Ataun községekkel határos. Lakosainak száma 340 fő (2024).

## Népesség
A település népessége az elmúlt években az alábbi módon változott:
| Lakosok száma | 362  | 333  | 338  | 338  | 333  | 336  | 345  | 362  | 355  | 340  |
|               | 2001 | 2004 | 2007 | 2009 | 2012 | 2014 | 2017 | 2019 | 2022 | 2024 |